# Campionati europei di sollevamento pesi 1955
I Campionati europei di sollevamento pesi 1955, 37ª edizione della manifestazione, si svolsero a Monaco di Baviera dal 12 al 16 ottobre; la gara mondiale venne considerata valida anche come campionato europeo e furono classificati i tre atleti del continente col miglior piazzamento.

## Formula
La formula prevedeva tre serie di sollevamenti:
- sollevamento a distensione a due mani;
- sollevamento a strappo a due mani;
- sollevamento a slancio a due mani.

## Titoli in palio
| Categoria            | Eventi         | Atleti |
| -------------------- | -------------- | ------ |
| Pesi gallo           | Fino a 56 kg   | 12     |
| Pesi piuma           | Fino a 60 kg   | 7      |
| Pesi leggeri         | Fino a 67.5 kg | 14     |
| Pesi medi            | Fino a 75 kg   | 11     |
| Pesi massimi leggeri | Fino a 82.5 kg | 13     |
| Pesi mediomassimi    | Fino a 90 kg   | 14     |
| Pesi massimi         | Oltre i 90 kg  | 7      |

## Nazioni partecipanti
Ai campionati parteciparono 78 atleti rappresentanti di 16 nazioni. Dieci di queste entrarono nel medagliere. Tra parentesi i partecipanti per nazione.
- Austria (7)
- Belgio (1)
- Bulgaria (5)
- Cecoslovacchia (6)
- Danimarca (3)
- Finlandia (4)
- Francia (7)
- Germania Ovest (7)
- Italia (6)
- Jugoslavia (3)
- Polonia (7)
- Regno Unito (5)
- Svezia (7)
- Svizzera (3)
- Ungheria (3)
- Unione Sovietica (7)

## Risultati
| Evento       | Oro                | Oro   | Argento             | Argento | Bronzo               | Bronzo |
| ------------ | ------------------ | ----- | ------------------- | ------- | -------------------- | ------ |
| 56 kg.       | Vladimir Stogov    | 335,0 | Marc Marcombe       | 280,0   | Herbert Grüner       | 280,0  |
| 60 kg.       | Rafaėl' Čimiškjan  | 350,0 | Ivan Udodov         | 345,0   | Sebastiano Mannironi | 325,0  |
| 67,5 kg.     | Nikolaj Kostylev   | 382,5 | Luciano De Genova   | 342,5   | Josef Tauchner       | 342,5  |
| 75 kg.       | Fëdor Bogdanovskij | 405,0 | Ingemar Franzén     | 372,5   | Krzysztof Beck       | 372,5  |
| 82,5 kg.     | Vasilij Stepanov   | 425,0 | Václav Pšenička Jr. | 395,0   | Czesław Białas       | 385,0  |
| 90 kg.       | Arkadij Vorob'ëv   | 455,0 | Jean Debuf          | 410,0   | Ivan Veselinov       | 402,5  |
| Oltre 90 kg. | Eino Mäkinen       | 422,5 | Theo Aaldering      | 420,0   | Franz Hölbl          | 417,5  |

## Medagliere
| Posiz. | Nazione          | Oro | Argento | Bronzo | Totale |
| ------ | ---------------- | --- | ------- | ------ | ------ |
| 1      | Unione Sovietica | 6   | 1       | 0      | 7      |
| 2      | Finlandia        | 1   | 0       | 0      | 1      |
| 3      | Francia          | 0   | 2       | 0      | 2      |
| 4      | Italia           | 0   | 1       | 1      | 2      |
| 5      | Cecoslovacchia   | 0   | 1       | 0      | 1      |
| 5      | Germania Ovest   | 0   | 1       | 0      | 1      |
| 5      | Svezia           | 0   | 1       | 0      | 1      |
| 8      | Austria          | 0   | 0       | 3      | 3      |
| 9      | Polonia          | 0   | 0       | 2      | 2      |
| 10     | Bulgaria         | 0   | 0       | 1      | 1      |
| Totale | Totale           | 7   | 7       | 7      | 21     |

## Classifica a squadre
Il sistema di punteggio è basato sui punti distribuiti per l'esercizio totale in base allo schema adottato nel 1948:
| Pos. | Squadra          | Punti |
| ---- | ---------------- | ----- |
| 1    | Unione Sovietica | 33    |
| 2    | Francia          | 6     |
| 3    | Finlandia        | 5     |
| 4    | Italia           | 4     |
| 5    | Cecoslovacchia   | 3     |
| 6    | Germania Ovest   | 3     |
| 7    | Svezia           | 3     |
| 8    | Austria          | 3     |
| 9    | Polonia          | 2     |
| 10   | Bulgaria         | 1     |